# Vysílač Svatobor
Vysílač Svatobor se nachází na 845 m vysokém stejnojmenném vrchu nad městem Sušice. Objekt zajišťuje distribuci rozhlasového a televizního signálu pro široké okolí města a je využíván jako důležitý retranslační uzel.

## Polohopis
Vysílač se nachází na výrazném vrchu Šumavského podhůří, přibližně 1 km západně od města Sušice v okrese Klatovy, na rozhraní katastrálních území města Sušice a obce Hrádek. Vrch s vysílačem (ten je ve výši 834 m n. m.) je viditelný ze širokého okolí a tvoří dominantu města. 

## Výstavba
Železobetonová telekomunikační věž vysoká 75 metrů byla postavena roku 1959, nedaleko pak stojí příhradový stožár, rozhledna a turistická chata.

## Vysílání

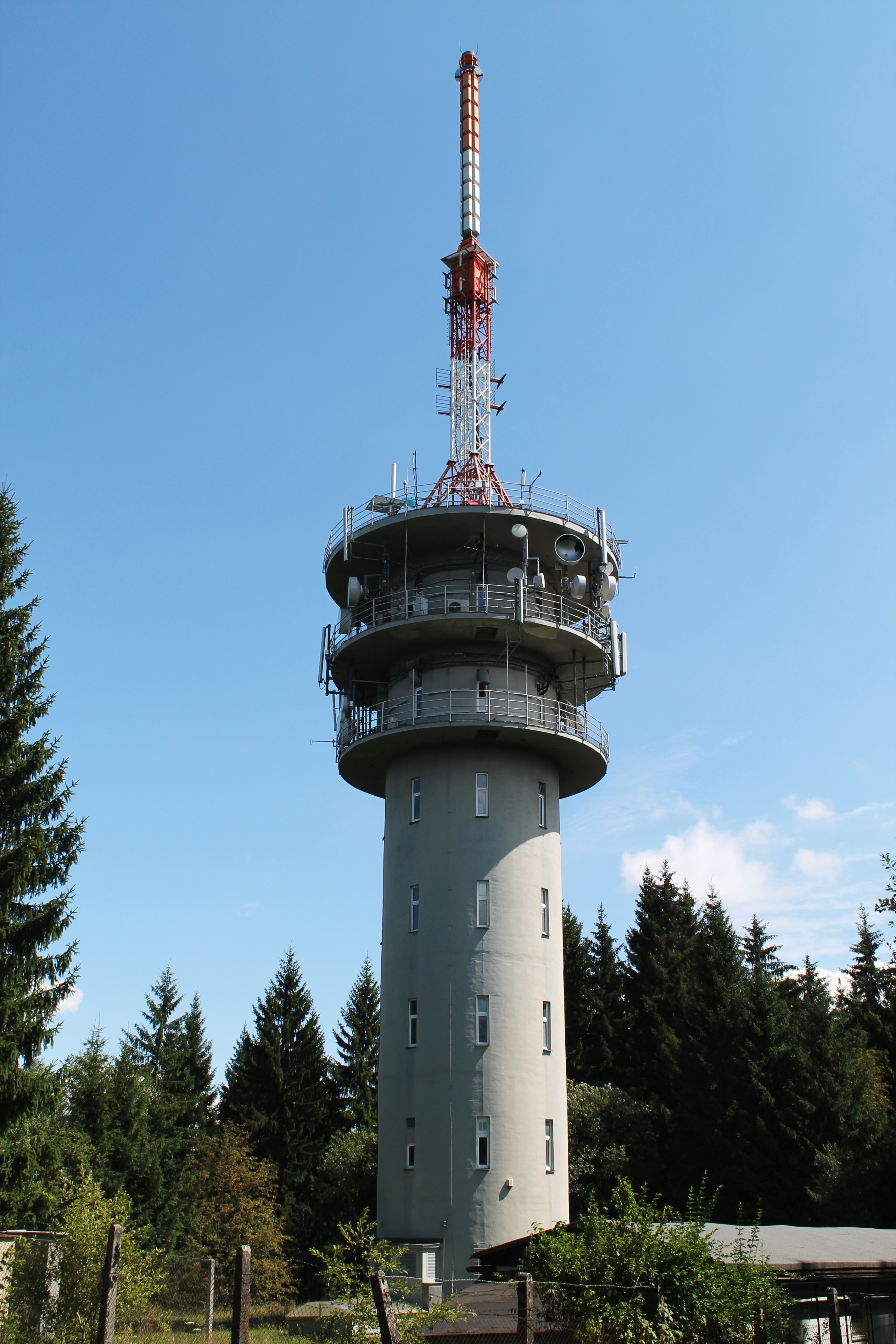
Telekomunikační věž vysílače

Vysílač Svatobor šíří následující vysílání:

### Televize
|        | Multiplex    | Kanál | Kmitočet | Výkon (ERP) | Polarizace   |
| ------ | ------------ | ----- | -------- | ----------- | ------------ |
| DVB-T2 | Multiplex 21 | 26    | 514 MHz  | 100 kW      | horizontální |
| DVB-T2 | Multiplex 22 | 34    | 578 MHz  | 100 kW      | horizontální |
| DVB-T2 | Multiplex 23 | 31    | 554 MHz  | 100 kW      | horizontální |

### Rozhlas
|    | Stanice         | Kmitočet | Výkon (ERP) | Polarizace   |
| -- | --------------- | -------- | ----------- | ------------ |
| FM | ČRo Radiožurnál | 90,6 MHz | 0,8 kW      | horizontální |

Ze Svatoboru se vysílá i digitální rozhlas DAB+:
|      | Multiplex | Kanál | Kmitočet    | Výkon (ERP) | Polarizace |
| ---- | --------- | ----- | ----------- | ----------- | ---------- |
| DAB+ | ČRo DAB+  | 12C   | 227,360 MHz | 1 kW        | vertikální |

### Vysílání z dalších míst na Svatoboru
Kromě hlavního vysílače je televizní a rozhlasový signál sířen z nedalekého příhradového stožáru a rozhledny.

#### Příhradový stožár (televize)
|        | Multiplex    | Kanál | Kmitočet | Výkon (ERP) | Polarizace   |
| ------ | ------------ | ----- | -------- | ----------- | ------------ |
| DVB-T2 | Multiplex 24 | 42    | 642 MHz  | 20 kW       | horizontální |

#### Rozhledna (rozhlas)
|    | Stanice          | Kmitočet | Výkon (ERP) | Polarizace |
| -- | ---------------- | -------- | ----------- | ---------- |
| FM | Hitrádio FM Plus | 88,1 MHz | 0,15 kW     | vertikální |
| FM | Frekvence 1      | 93,8 MHz | 0,1 kW      | vertikální |